# 팔조령

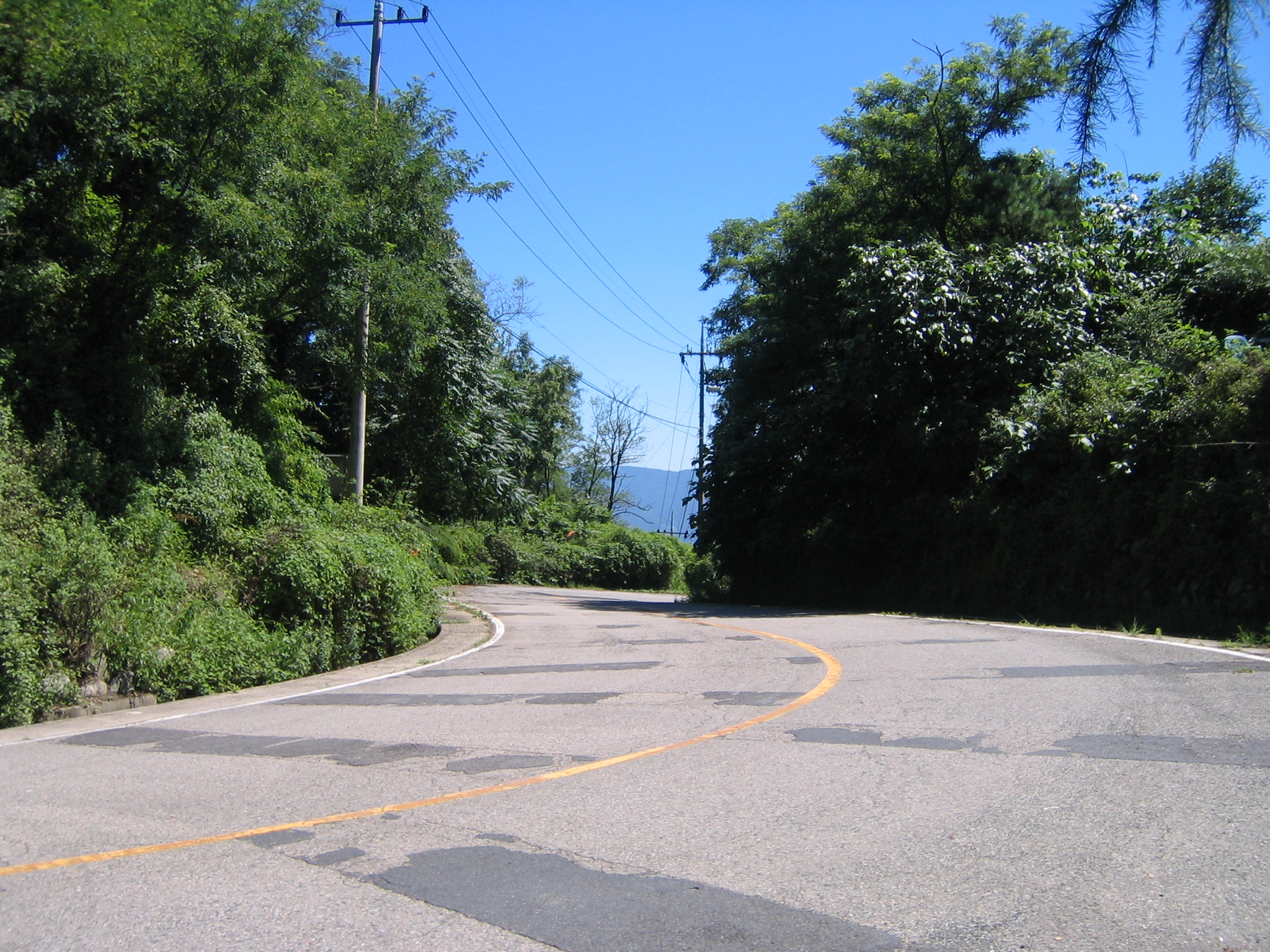
팔조령 청도 방면

팔조령(八助嶺)은 대한민국 남부 봉화산과 상원산 사이의 고개로 해발 약 400 미터에 있다. 현재 대구광역시 달성군 가창면과 경상북도 청도군 이서면의 경계이다. 조선시대 영남대로의 주요 길목으로, 문경새재 다음으로 가장 높은 고도의 고개로 알려져 왔다. 경부선 철도의 건설로, 영남대로의 쇠퇴와 함께 하였다. 오늘날 국가지원지방도 제30호선 팔조령터널을 통한 도로교통이 발달되어 있다.

## 같이 보기
- 국가지원지방도 제30호선